# 原佑果
原 佑果（はら ゆか、1987年8月11日 - ）は、兵庫県神戸市出身の日本のYouTuber、トロンボーン奏者、指揮者。

## 人物・来歴
兵庫県神戸市出身。中学校1年生のときに吹奏楽部に入部し、トロンボーンに出会う。それと同時に、楽譜の読み方から、指揮の仕方、吹奏楽の指導の仕方を、独学で研究し、2010年大阪音楽大学器楽学科卒業、在学中に日本センチュリーユースオーケストラに所属する。2011年スイス・チューリッヒにてマスタークラス修了。2015年から一年間ドイツにあるミュンヘンへ留学する。現在フリーランスのトロンボーン奏者として活動。オーケストラ、吹奏楽、アンサンブル、ジャズ、などの多くのジャンルでソロなどの演奏で活動、他に指揮者としても活動している。

## 人物
- 好きなこと
  - トロンボーン演奏を聴くこと、
  - トロンボーンが楽に上手になれる方法を考え、シェアすること

- 好きな食べ物
  - カルボナーラ、チョコレート